# Acmella poliolepidica
Acmella poliolepidica là một loài thực vật có hoa trong họ Cúc. Loài này được (A.H.Moore) R.K.Jansen mô tả khoa học đầu tiên năm 1985.